# Sopwith Triplane
A Sopwith Triplane  első világháborús együléses háromfedeles brit vadászrepülőgép .

## Története
Először 1916. május 28-án emelkedett a levegőbe a Triplane első prototípusa, az N500. A Sopwith Pup első prototípusát csak néhány héttel korábban próbálták ki. A gépet Herbert Smith tervezte. Az tette a gépet egyedülállóvá, hogy ez volt az első szériában gyártott repülőgép, amelyen 3 szárnyfelületet alkalmaztak, ami elsősorban a gép manőverezhetőségében jelentett előnyt az ellenfelekkel szemben. A gép tervezése során ugyanakkor korábban nem ismert aerodinamikai, geometriai és szerkezeti megoldásokat kellett alkalmazni.
A háború során döntő fontossága volt annak is, hogy az új típus első példányai milyen gyorsan küldhetők ki a francia frontra. Az első felszállás után két héttel a prototípus már az RNAS Dunkerque-nél található támaszpontján volt, és 15 perccel azután, hogy a gép az "A" Squadronhoz megérkezett Furnes-be, már bevetésre küldték egy német gép ellen.
Jóllehet mind a Royal Flying Corps, mind az RNAS rendelt a Triplane-ből, végül csak az RNAS kötelékében szolgált a gép. Ezenfelül a francia Naval Air Service szintén felállított egy századot Triplane gépekből. 1917 májusáig több mint 50 gépet állítottak szolgálatba Franciaországban, és ezek segítségével, valamint a Triplane-ekkel mellett használt Sopwith Pup gépekkel a szövetségesek képesek voltak visszaszerezni a légifölényt a német gépektől.
A Sopwith Triplane megjelenése és a német légifölény elvesztése vezetett a Fokker Dr.I kifejlesztéséhez válaszként a német oldalon.
A Triplane fegyverzete egyetlen gépfegyverből állt, ezért a kezdeti sikerek után 1917-től kezdődően egyre inkább hátrányba került az erősebb fegyverzettel ellátott német vadászgépekkel szemben, és ettől kezdve súlyos veszteségeket szenvedtek el egészen a Sopwith Camel megjelenéséig, amely erősebb fegyverzetének köszönhetően újra a szövetségesek felé billentette a mérleg nyelvét.

## Hadrendbe állító országok
Franciaország
- French Navy (17 repülőgép)

 Orosz Birodalom

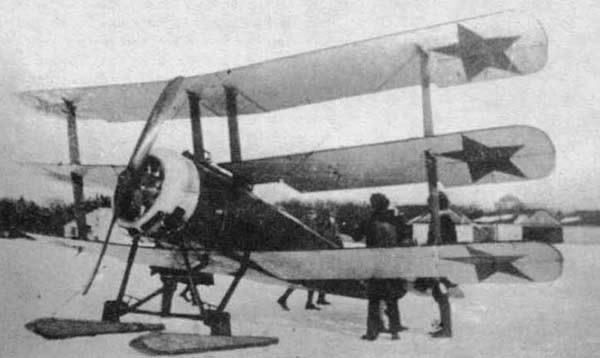
Sítalpakkal felszerelt orosz Triplane

- Imperial Russian Air Force (1 repülőgép)

 Egyesült Királyság
- Royal Naval Air Service
  - No. 1 Naval Squadron
  - No. 8 Naval Squadron
  - No. 9 Naval Squadron
  - No. 10 Naval Squadron
  - No. 11 Naval Squadron
  - No. 12 Naval Squadron
  - "A" Naval Squadron

## Külső hivatkozások
- Az I. világháború repülőgépei a Szegedi Tudományegyetem oldalán